# Mitsuhiro Misaki
Mitsuhiro Misaki (見崎 充洋 Misaki Mitsuhiro?,  nacido el 6 de mayo de 1970 en Shizuoka) es un exfutbolista japonés. Jugaba de centrocampista y su último club fue el Cerezo Osaka de Japón.

## Trayectoria

### Clubes
| Club         | País  | Año         |
| ------------ | ----- | ----------- |
| Cerezo Osaka | Japón | 1993 - 1996 |